# Nodina
Nodina is een geslacht van kevers uit de familie bladkevers (Chrysomelidae).
De wetenschappelijke naam van het geslacht werd in 1858 gepubliceerd door Victor Ivanovitsch Motschulsky.

## Soorten
- Nodina clypeata Kimoto & Gressitt, 1982
- Nodina dhadinga Medvedev, 1992
- Nodina laotica Medvedev, 2000
- Nodina major Kimoto & Gressitt, 1982
- Nodina martensi Medvedev, 1992
- Nodina minutissima Kimoto & Gressitt, 1982
- Nodina nepalensis Takizawa, 1987
- Nodina philippina Medvedev, 1995
- Nodina similis Kimoto & Gressitt, 1982
- Nodina striopunctata Tan, 1988